# Frank Dahmke
Frank Dahmke (* 14. Januar 1963 in Kiel, Deutschland) ist ein ehemaliger deutscher Handballspieler.
Frank Dahmke, der mit der Trikotnummer 7 auflief, spielte meist im linken Rückraum. In seiner Jugend begann er beim SV Mönkeberg in seinem Heimatort Mönkeberg mit dem Handball. 1981 ging er dann zum THW Kiel, für den er in zehn Jahren insgesamt 463 Bundesligatore, davon 40 per Siebenmeter, erzielte. Für die deutsche Nationalmannschaft bestritt Dahmke sechs A-Länderspiele, in denen er vier Tore erzielte. In seine Kieler Zeit fiel ein doppelter Achillessehnenabriss, der ihn lange Zeit belastete und dafür sorgte, dass er das für den THW notwendige hohe Niveau nicht mehr erreichen konnte. Nach seiner Zeit in Kiel ging er 1991 wieder zum SV Mönkeberg zurück. Dort arbeitete der Immobilienkaufmann zunächst auch als Trainer und später als Teammanager der Oberliga-Mannschaft. Von 2014 bis 2019 war Dahmke Mitglied im Aufsichtsrat der THW Kiel Handball-Bundesliga GmbH & Co. KG, der Spielbetriebsgesellschaft des THW Kiel.
Sein Sohn Rune Dahmke spielt ebenfalls Handball beim THW Kiel.